# Coppa CERS 2004-2005
La Coppa CERS 2004-2005 è stata la 25ª edizione dell'omonima competizione europea di hockey su pista riservata alle squadre di club. Il torneo ha avuto inizio il 4 dicembre 2004 e si è concluso il 30 aprile 2005. 
Il titolo è stato conquistato dagli italiani del Follonica per la prima volta nella loro storia sconfiggendo in finale i connazionali del Bassano 54. 
In quanto squadra vincitrice, il Follonica ha ottenuto anche il diritto di partecipare alla Coppa Continentale.

## Squadre partecipanti
| Nazione    | Club            | Città                | Qualificazione                                          |
| ---------- | --------------- | -------------------- | ------------------------------------------------------- |
| Francia    | Mérignac        | Mérignac             |                                                         |
| Francia    | Nantes          | Nantes               |                                                         |
| Francia    | Saint-Brieuc    | Saint-Brieuc         |                                                         |
| Germania   | Cronenberg      | Wuppertal            |                                                         |
| Germania   | Iserlohn        | Iserlohn             |                                                         |
| Germania   | Walsum          | Duisburg             |                                                         |
| Italia     | Bassano 54      | Bassano del Grappa   | Eliminato agli ottavi di finale della Champions League  |
| Italia     | Breganze        | Breganze             | 6º in Serie A1 2003-2004, quarti di finale dei play-off |
| Italia     | Follonica       | Follonica            | 5º in Serie A1 2003-2004, semifinale dei play-off       |
| Italia     | Prato Primavera | Prato                | Eliminato agli ottavi di finale della Champions League  |
| Italia     | Roller Novara   | Novara               | 4º in Serie A1 2003-2004, quarti di finale dei play-off |
| Portogallo | Benfica         | Lisbona              | 7º in 1ª Divisão 2003-2004                              |
| Portogallo | Paço de Arcos   | Paço de Arcos        | 4º in 1ª Divisão 2003-2004                              |
| Portogallo | Portosantese    | Porto Santo          | 5º in 1ª Divisão 2003-2004                              |
| Spagna     | Liceo La Coruña | La Coruña            |                                                         |
| Spagna     | Lleida          | Lleida               |                                                         |
| Spagna     | Noia            | Sant Sadurní d'Anoia |                                                         |
| Spagna     | Vic             | Vic                  |                                                         |
| Svizzera   | Diessbach       | Diessbach bei Büren  |                                                         |
| Svizzera   | Ginevra         | Ginevra              |                                                         |
| Svizzera   | Thunerstern     | Thun                 |                                                         |
| Svizzera   | Wimmis          | Wimmis               |                                                         |

## Risultati

### Primo turno
| Squadra 1     | Totale | Squadra 2     | Andata | Ritorno |
| ------------- | ------ | ------------- | ------ | ------- |
| Cronenberg    | 1 - 13 | Noia          | 1 - 8  | 0 - 5   |
| Benfica       | 6 - 3  | Vic           | 5 - 1  | 2 - 2   |
| Breganze      | 9 - 3  | Diessbach     | 9 - 0  | 0 - 3   |
| Paço de Arcos | 1 - 11 | Lleida        | 1 - 1  | 0 - 10  |
| Wimmis        | 7 - 10 | Ginevra       | 2 - 4  | 5 - 6   |
| Nantes        | 1 - 15 | Roller Novara | 0 - 6  | 1 - 9   |

### Ottavi di finale
| Squadra 1       | Totale | Squadra 2     | Andata | Ritorno |
| --------------- | ------ | ------------- | ------ | ------- |
| Iserlohn        | 5 - 10 | Portosantese  | 1 - 7  | 4 - 3   |
| Saint-Brieuc    | 2 - 18 | Roller Novara | 2 - 7  | 0 - 11  |
| Ginevra         | 5 - 18 | Bassano 54    | 2 - 8  | 3 - 10  |
| Lleida          | 6 - 8  | Breganze      | 3 - 3  | 3 - 5   |
| Walsum          | 2 - 18 | Benfica       | 0 - 9  | 2 - 9   |
| Thunerstern     | 9 - 19 | Follonica     | 5 - 11 | 4 - 8   |
| Prato Primavera | 17 - 4 | Mérignac      | 7 - 2  | 10 - 2  |
| Liceo La Coruña | 2 - 8  | Noia          | 2 - 3  | 0 - 5   |

### Quarti di finale
| Squadra 1       | Totale | Squadra 2    | Andata | Ritorno |
| --------------- | ------ | ------------ | ------ | ------- |
| Roller Novara   | 7 - 11 | Portosantese | 4 - 7  | 3 - 4   |
| Prato Primavera | 4 - 5  | Noia         | 3 - 2  | 1 - 3   |
| Benfica         | 8 - 9  | Follonica    | 6 - 3  | 2 - 6   |
| Bassano 54      | 12 - 1 | Breganze     | 6 - 1  | 6 - 1   |

### Semifinali
| Squadra 1    | Totale  | Squadra 2  | Andata | Ritorno |
| ------------ | ------- | ---------- | ------ | ------- |
| Follonica    | 16 - 10 | Noia       | 11 – 4 | 5 – 6   |
| Portosantese | 4 - 10  | Bassano 54 | 2 – 2  | 2 – 8   |

### Finale
| Squadra 1  | Totale | Squadra 2 | Andata | Ritorno |
| ---------- | ------ | --------- | ------ | ------- |
| Bassano 54 | 4 - 8  | Follonica | 0 – 4  | 4 – 4   |